# Paddy Lowe
Paddy Lowe (ur. 8 kwietnia 1962 w Nairobi) – brytyjski inżynier. W latach 2017–2019 dyrektor techniczny zespołu Formuły 1, Williams.

## Życiorys
W 1984 roku ukończył studia na Uniwersytecie Cambridge, otrzymując stopień inżyniera. W 1987 roku został zatrudniony przez zespół Formuły 1, Williams, jako szef ds. elektroniki. W 1993 roku przeszedł do McLarena, gdzie został dyrektorem ds. badań i rozwoju. Był nim osiem lat, do roku 2001. Wtedy to został mianowany głównym inżynierem ds. rozwoju systemów, koncentrując się nad rozwojem McLarena MP4-20. W 2005 roku został dyrektorem technicznym McLarena, i był odpowiedzialny za wszystkie działy inżynierii. Podczas trwania sezonu 2013 został członkiem zespołu Mercedes, a od stycznia 2014 roku pełnił funkcje szefa wraz z Toto Wolffem. W 2017 roku powrócił do Williamsa, gdzie został dyrektorem technicznym i udziałowcem zespołu. 25 czerwca 2019 zrezygnował ze stanowiska dyrektora technicznego i rozstał się z Williamsem ze skutkiem natychmiastowym.